# Абу Табіт Амір
Абу Табіт Амір (араб. أبو ثابت عامر; нар. 12 вересня 1284 — 28 липня 1308) — 5-й маринідський султан Марокко в 1307—1308 роках.

## Життєпис
Походив з династії Маринідів. Син султана Абу Якуб Юсуфа. Народився 1284 року. 1297 року супроводжував батька в поході проти Заянідів. 1307 року після вбивства Абу Якуб Юсуфа (це вчинив його власний євнух) оголосив себе султаном.
У цей час ситуація в державі була складною: тривала облога зайнідської столиці Тлемсен, але без успіху, на півночі ширилося повстання на чолі з Османом ібн Абі аль-Улою, відпала Сеута. Також проти нового султана виступили 3 родичі, що претендували на трон.
Спочатку Абу Табіт Амір переміг 3 претендентів-суперників, за цим уклав мирну угоду з Абу Заяном I, султаном Тлемсену. Відтак рушив проти Османа ібн Абі аль-Ули, завдавши тому низку поразок, відвоював Арзілу і Кесар. Але водночас султан Абу Заян I відвоював усі землі, що були захоплені Маринідами у 1295—1297 роках.
Султан Абу Табіт Амір зайняв Танжер та наказав відновити місто Тетуан для зміцнення влади в цьому регіоні. Розпочав облогу Сеути. Але раптово захворів й помер у Танжері 1308 року. Йому спадкував брат Абу аль-Рабі Сулейман.